# Torymus narvikensis
Torymus narvikensis är en stekelart som beskrevs av Graham 1994. Torymus narvikensis ingår i släktet Torymus och familjen gallglanssteklar. Arten är reproducerande i Sverige. Inga underarter finns listade i Catalogue of Life.